# Невиль, Альфонс де
Альфо́нс де Нёви́ль (фр. Alphonse de Neuville; 31 мая 1836 — 19 мая 1885, Париж) — французский художник-баталист; иллюстратор романов Жюля Верна.

## Биография
Родился в богатой семье. В 1856 году поступил в военно-морскую школу в Лорьяне, именно там он начал заниматься рисованием. Дебютировал в 1859 году картиной из крымской кампании «Батальон стрелков на батарее Жерве». Писал также картины на темы итальянской кампании 1859 года и Мексиканской экспедиции, но больше всего в этот период был известен созданием иллюстраций к роману Жюля Верна «20 000 лье под водой» (1869 год).

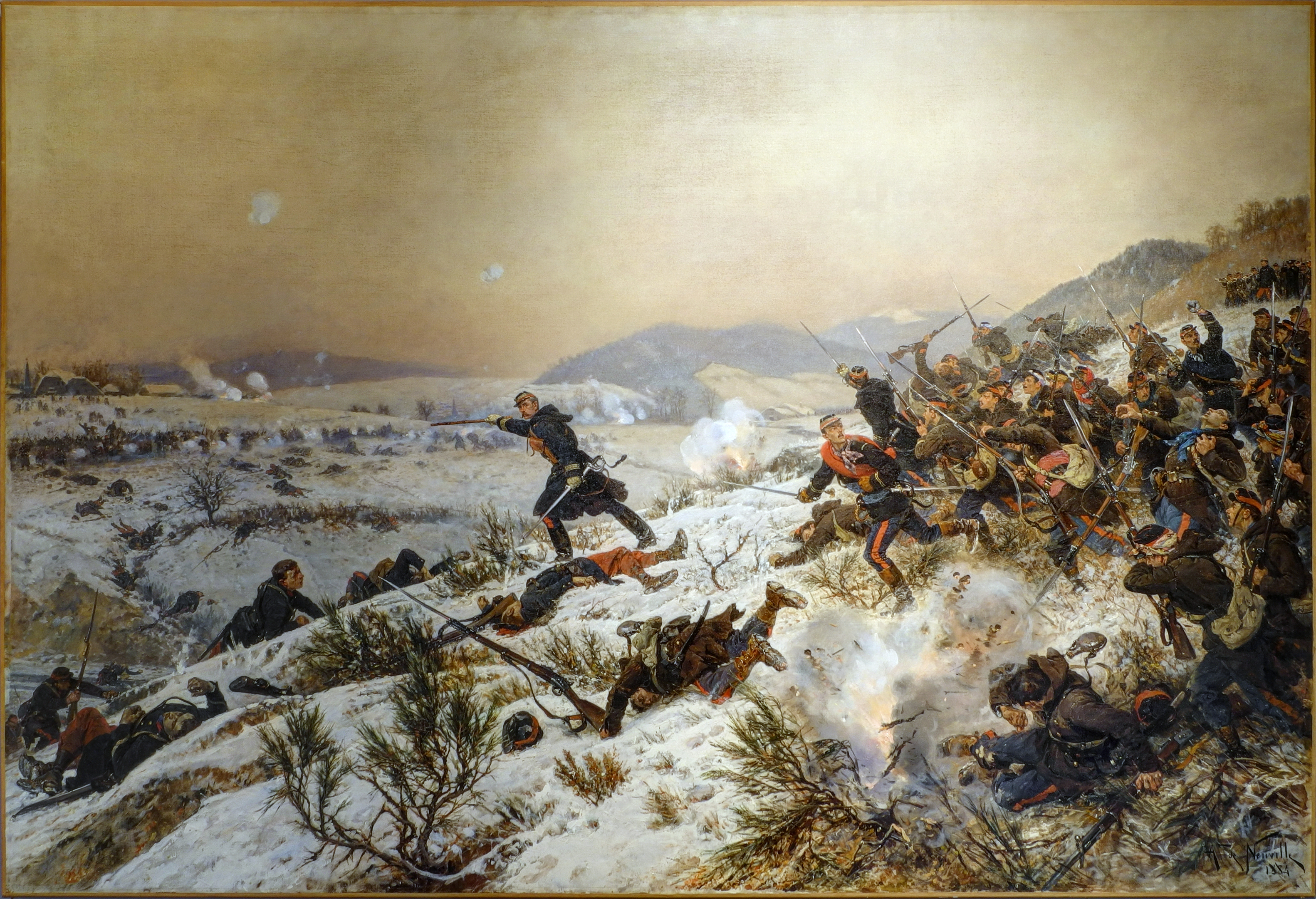
Битва при Бельфоре. 1884, Музей Бельфора, Бельфор, Франция

В 1870 году началась Франко-прусская война — и Невиль сразу создал себе громкое имя. Приняв участие в войне — сначала младшим офицером в армейском батальоне, a затем при штабе генерала Кайе, коменданта Бельвильского сектора, — Невиль отлично изучил характер военных действий под Парижем и дал в своих произведениях разнообразную и яркую картину их.
Одна из первых же его картин, написанных после войны, «Последние патроны», произвела сенсацию в Париже и сделала имя художника широко известным. В ней французское общество видело, по выражению одного историка, «символ всего героического в несчастной армии и всех жестокостей судьбы, выпавших на её долю».
Тем же искренним патриотическим воодушевлением проникнуты и последующие его произведения. Нёвиль редко давал широкие картины боев, массовых движений: кроме большой панорамы «Сражение при Шампиньи», созданной им совместно с Детайлем, можно назвать, пожалуй, только «Атаку драгун при Гравелоте»; большинство же его произведений изображает отдельные эпизоды современного ему боя, где инициатива небольших групп и отдельных воинов выражается особенно ярко. От этого его картины не только не проигрывают, а, наоборот, выигрывают в величии и драматизме.
Лучшие его вещи — «Битва при Бурже» («La bataille du Bourget» и «Le repos après la bataille du Bourget»), «Кладбище Сен-Прива», «Защита ворот Лонгбуайо» («La défense de la porte de Longboyau») — рисуют ту же упорную стойкость незаметных героев.

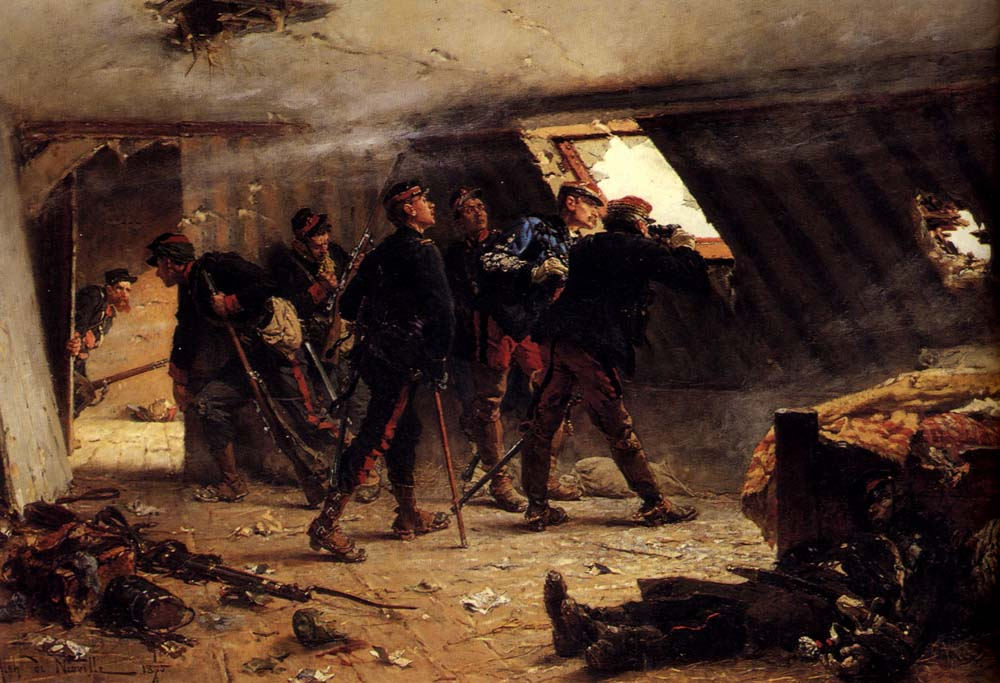
Эпизод Франко-Прусской войны. Частное собрание

Художник всюду следует за ними, рисуя их в тревоге внезапного нападения, в преследовании врага, занимающегося грабежом, при поджигании занятого неприятелем дома, во время ожесточённого боя на полотне железной дороги, в церкви, на крышах домов.
Далее следуют многообразные сцены разведок, разрушения телеграфа, обыска проносителя депеш; проходят пленные, раненые, дезертиры, шпионы, «вольные стрелки», парламентёры; и, наконец, далее следует бесконечная галерея военных типов — офицеров, солдата всех родов оружия, и своеобразных, нагруженных всевозможным скарбом зуавов.
Все изображения полны движения, серьёзности, и прочувствованного (но без всякой слащавости) отношения художника к своей теме. Изредка в картинах Невиля звучит нотка беззаботного веселья или юмора («Концерт на аванпостах», «Выступление батальона»), и эта неизменная черта национального характера хорошо дополняет жизненную правду его военных полотен.
Заслуга Невиля в батальной живописи велика. Вместе со своим сверстником, Детайлем, он окончательно порвал с парадным приукрашиванием действительности, которое было характерно для художников-баталистов прежде; глядя суровой реальности прямо в глаза, Невиль выдвинул на первый план роль и судьбу каждого отдельного бойца, и, вместе с тем, того целого, что называется войском. Особенностью его дарования была та захватывающая сила трагизма, которая пронизывает все лучшие его произведения.
Специально для Франции Невиль имел особое значение ярким изображением моральной стойкости французского солдата. В своих картинах он сумел придать благородный ореол поражению и этим поднял боевой дух своих соотечественников.

## Галерея

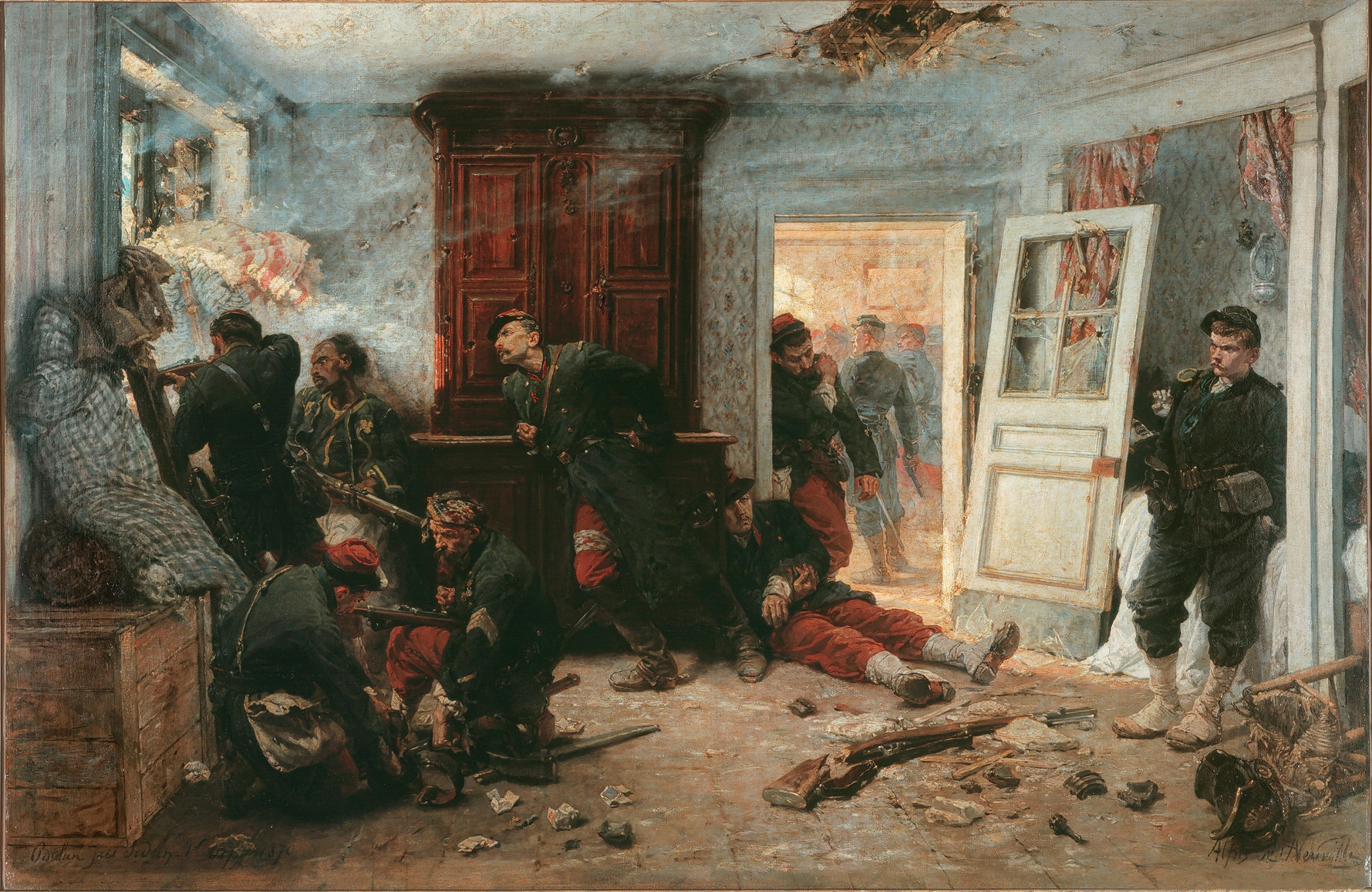
«Последние патроны»
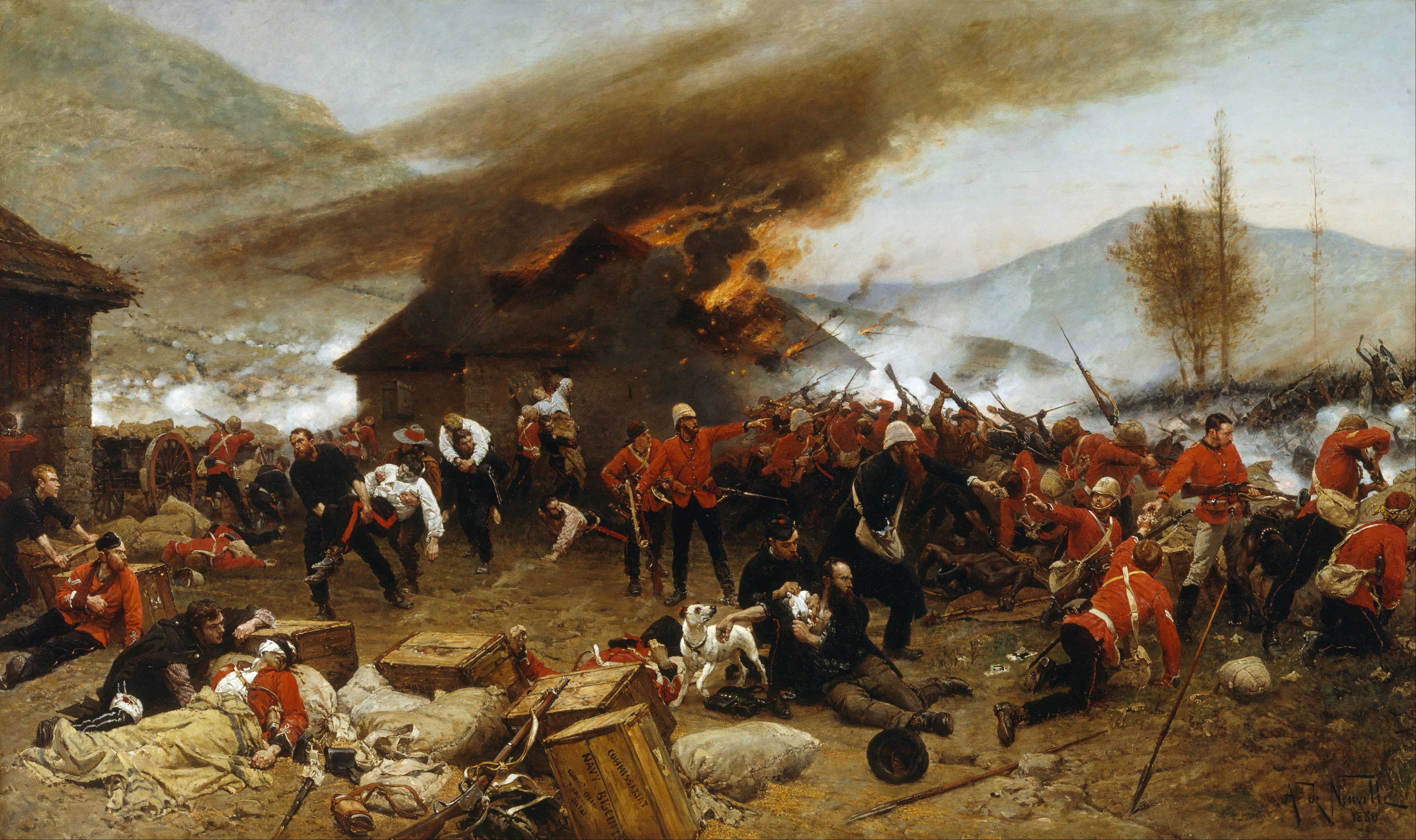
«Сражение у Роркс-Дрифт»
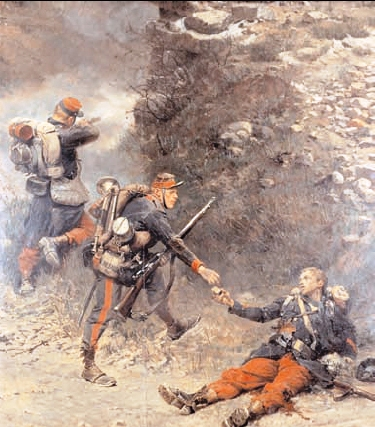
«Le fond de la giberne», 1882 год
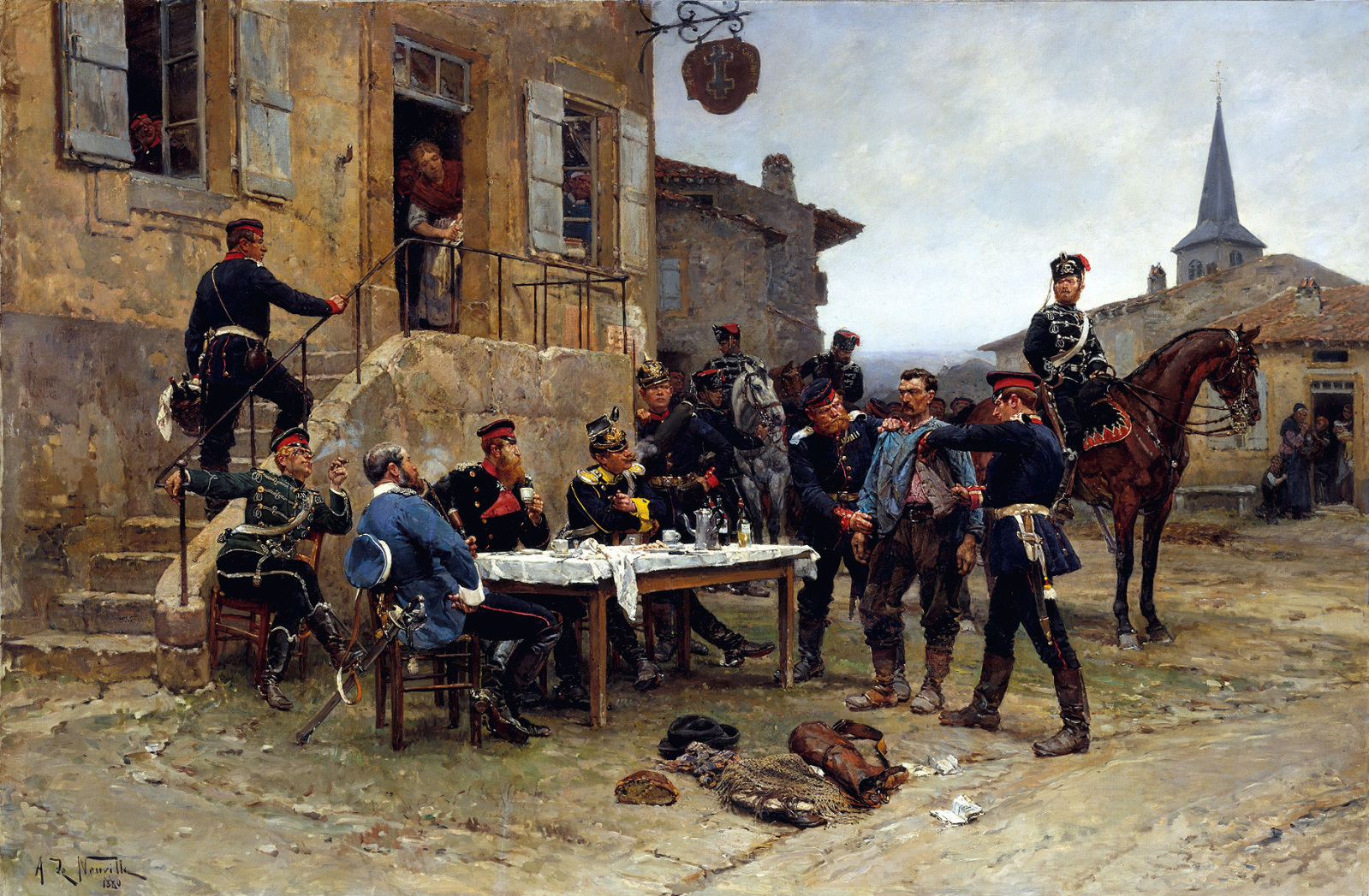
«Шпион», 1880 год
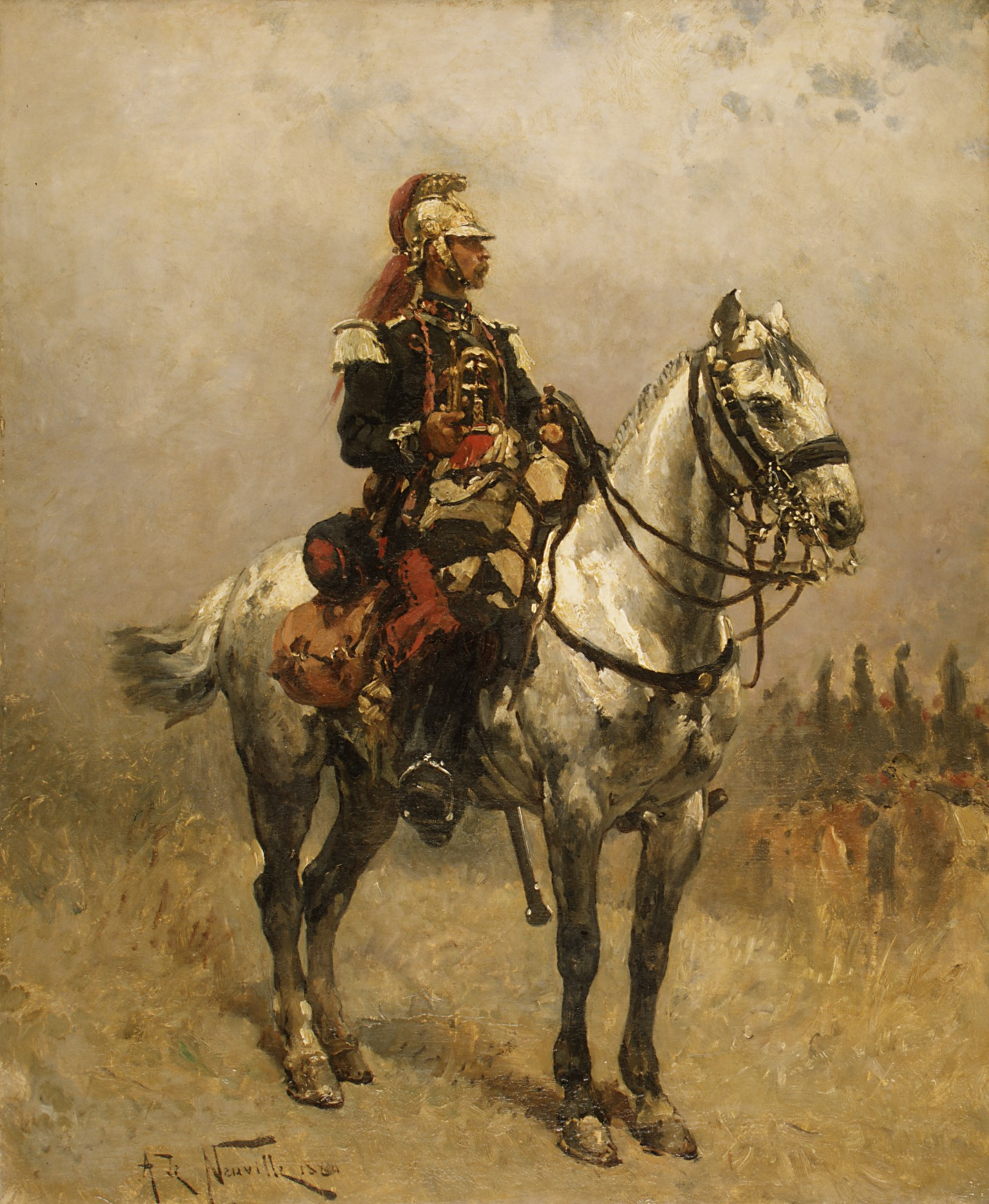
«Кавалерист», 1884 год
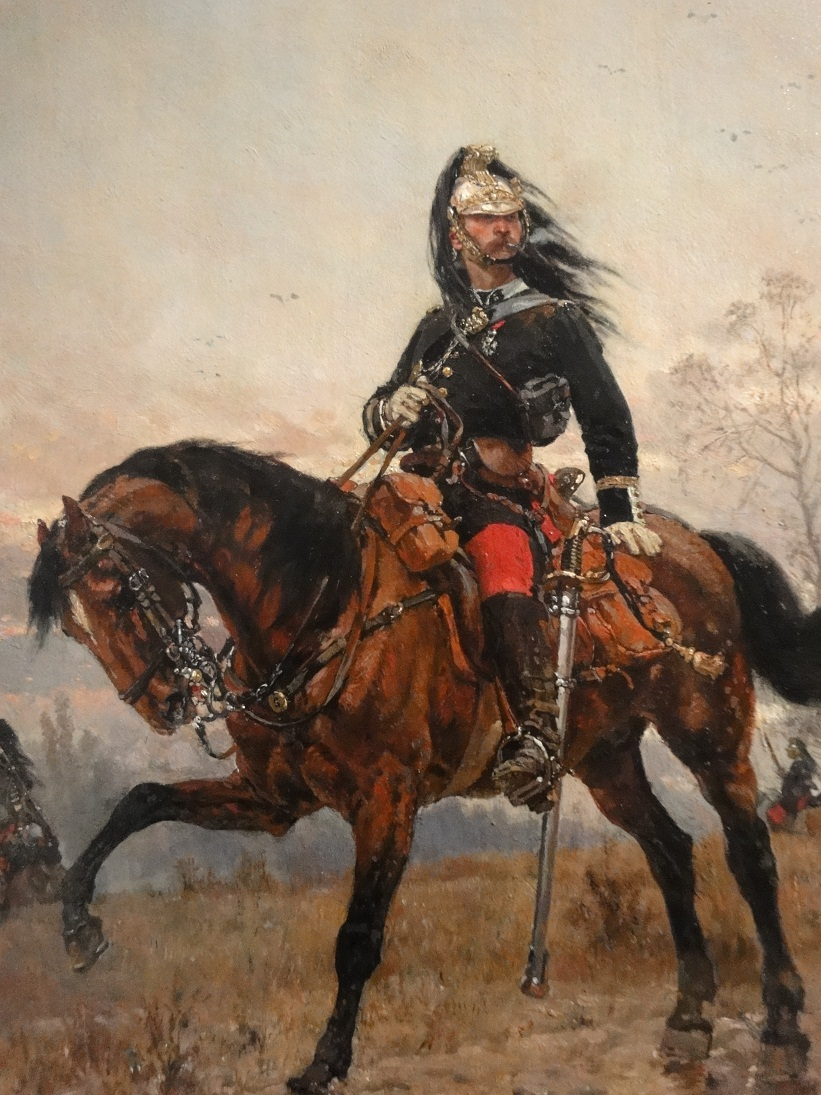
«Драгунский капитан», 1878
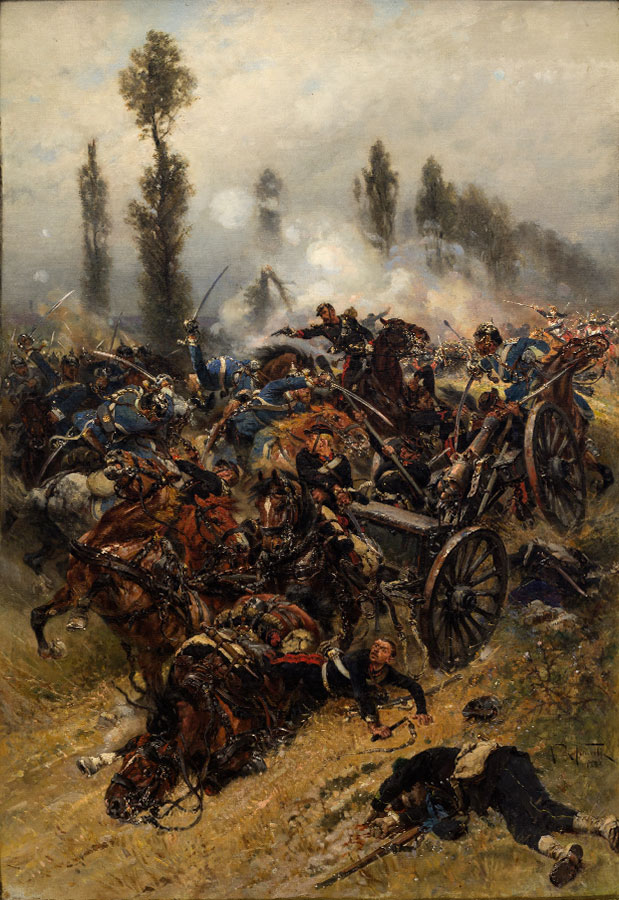
«Батальная сцена» (бой за орудия во время Франко-прусской войны), 1883, Национальный музей изящных искусств (Гавана), Куба
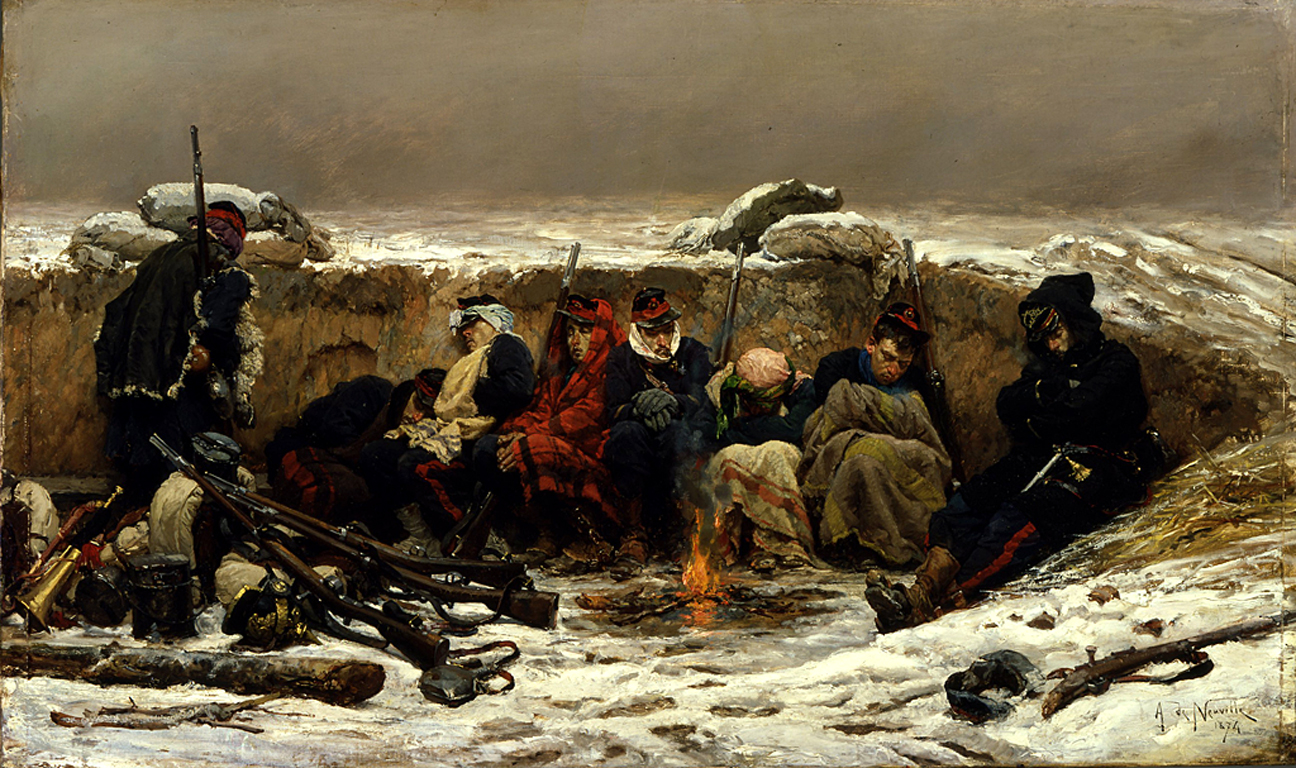
«В окопах», Художественный музей Уолтерса, Балтимор, США
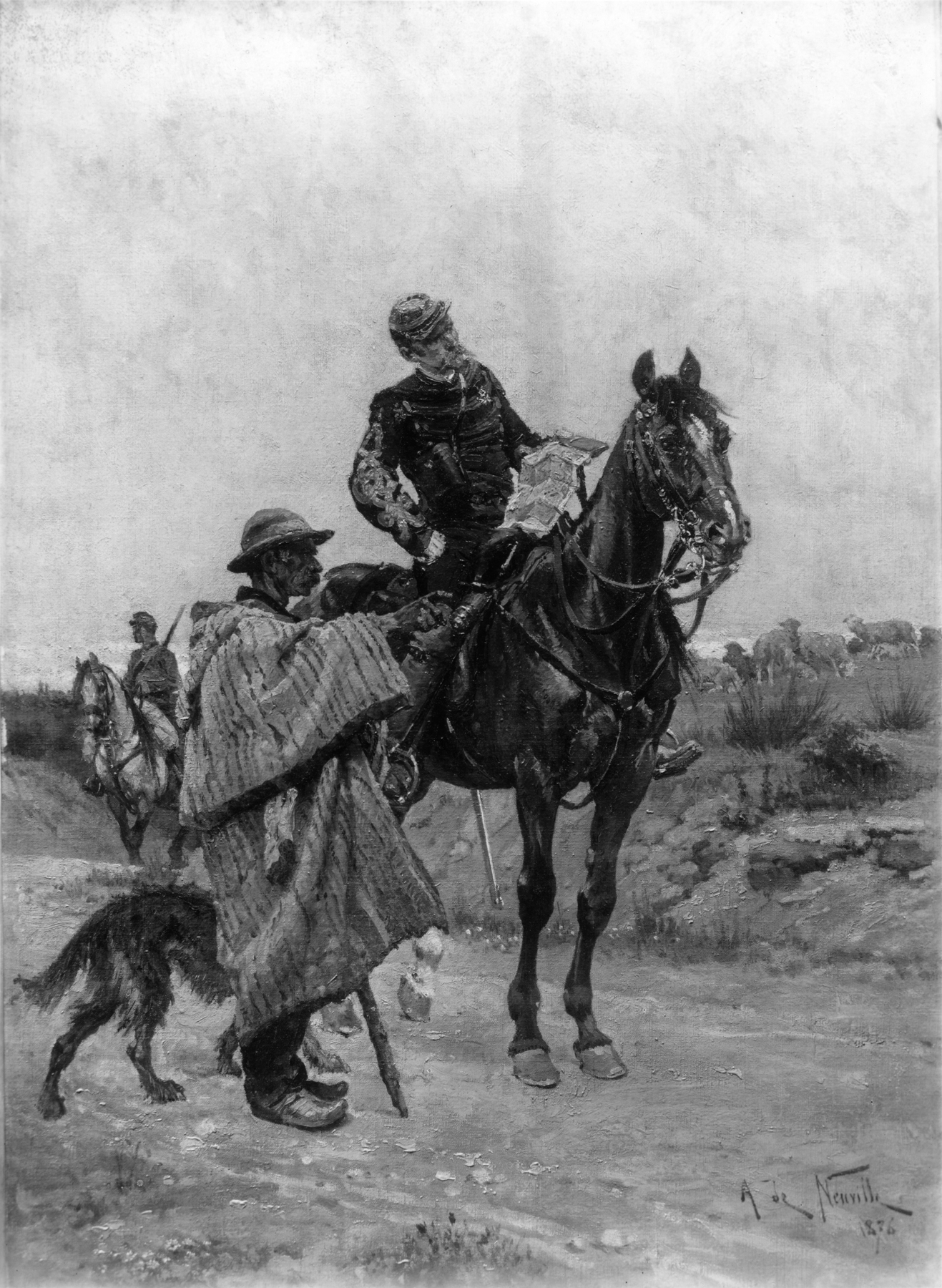
«Информация». Художественный музей Уолтерса
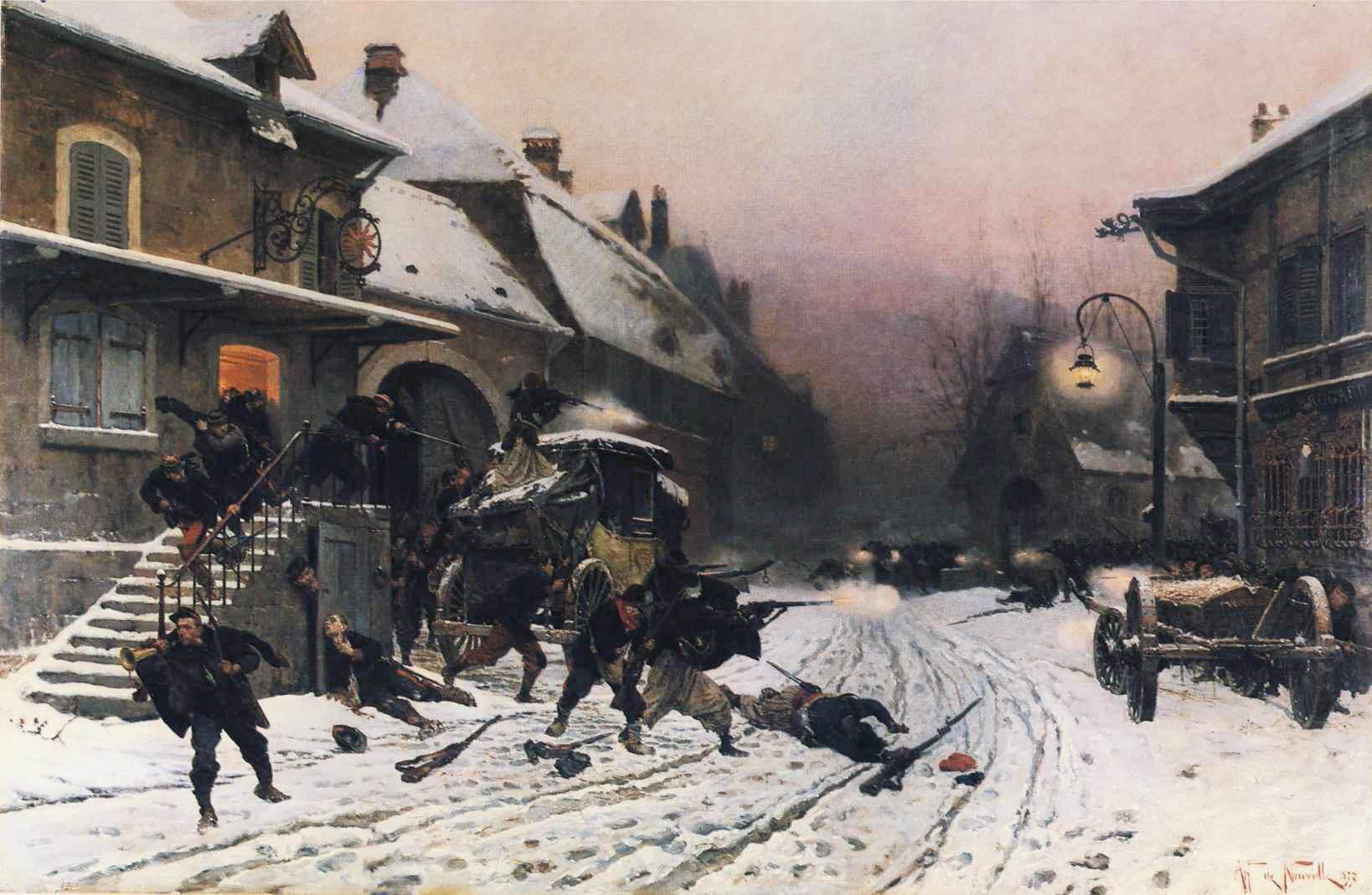
«Немецкая атака на рассвете». 1877, Художественный музей Уолтерса
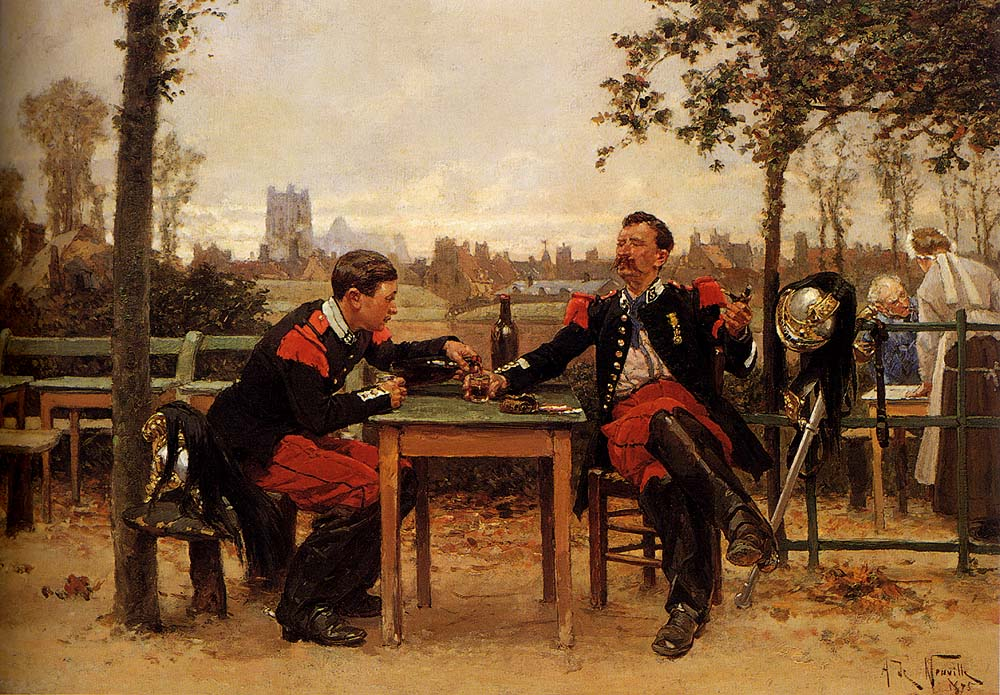
«Драгуны»
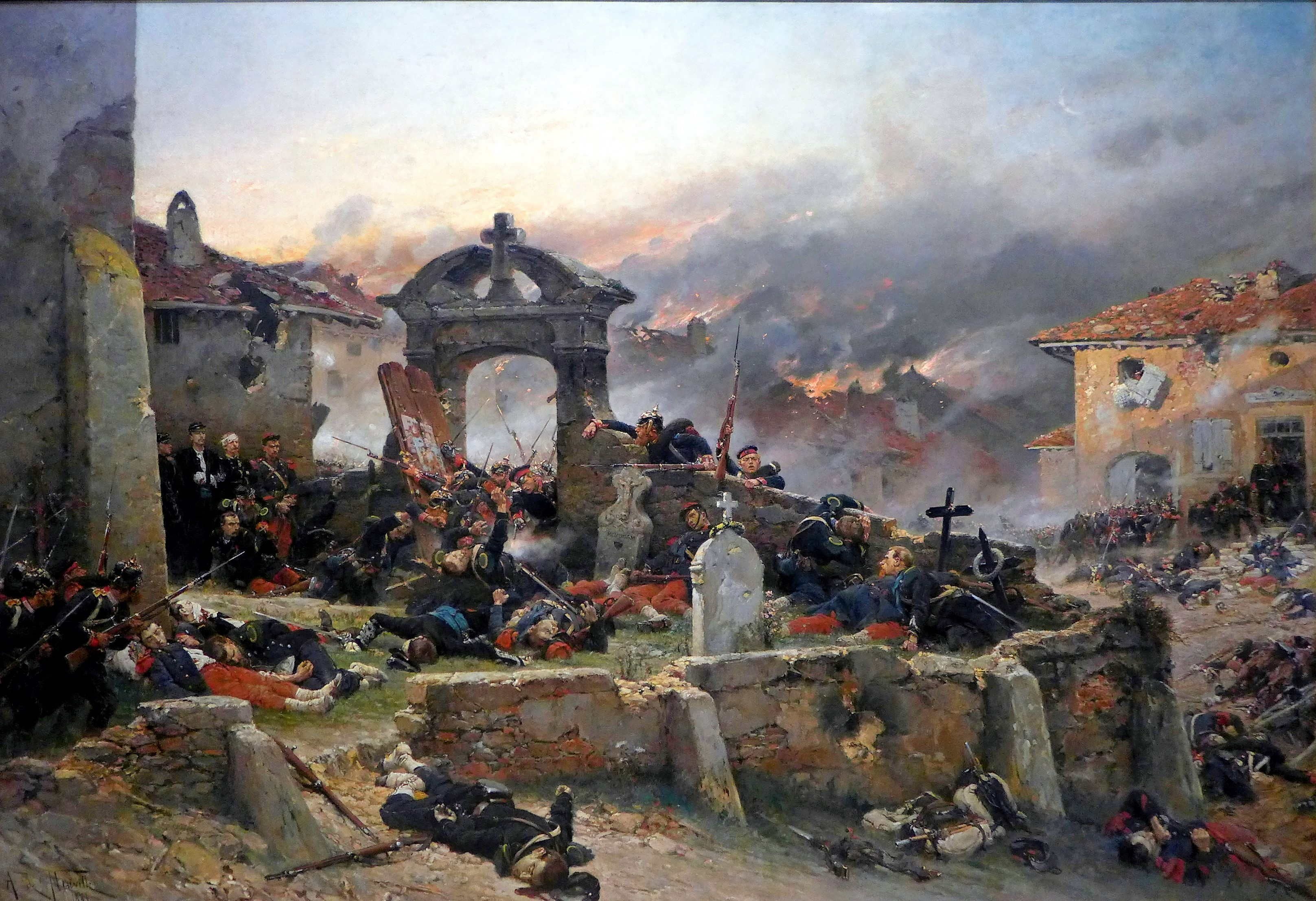
«Мец. Битва на кладбище Сен-Прива.» Музей Орсе, Париж